# Coenosia brevisquama
Coenosia brevisquama este o specie de muște din genul Coenosia, familia Muscidae, descrisă de Assis-fonseca în anul 1966. Conform Catalogue of Life specia Coenosia brevisquama nu are subspecii cunoscute.